# شرکت ای‌اس‌پی‌ان
شرکت ای‌اس‌پی‌ان (به انگلیسی: ESPN Inc.) یک شرکت چند ملیتی رسانه‌های ورزشی آمریکایی است که متعلق به شرکت والت دیزنی و ارتباطات هرست است. این شرکت دارای تعدادی سرویس پخش رسانه ها و اخبار ورزشی است که شامل یک شبکه کابلی (به نام ای‌اس‌پی‌ان)، یک شبکهٔ رادیویی و یک وبسایت است.